# 圣洛伦佐 (意大利)
圣洛伦佐（義大利語：San Lorenzo），是意大利雷焦卡拉布里亚省的一个市镇。总面积64平方公里，人口2882人，人口密度45.0人/平方公里（2009年）。ISTAT代码为080073。